# Arcidiocesi di Pedactoe
L'arcidiocesi di Pedactoe (in latino: Archidioecesis Pedachtoëna) è una sede soppressa e sede titolare della Chiesa cattolica.

## Storia
Pedactoe, identificabile con Bedochton (Pedachton) nell'odierna Turchia, è un'antica sede arcivescovile autocefala della provincia romana dell'Armenia Prima nella diocesi civile del Ponto e nel patriarcato di Costantinopoli.
Il martirologio romano, alla data del 16 luglio, menziona il vescovo Atenogene, che subì il martirio all'epoca dell'imperatore Diocleziano; i menologi greci gli attribuiscono la sede di Pedactoe. Sono solo due i vescovi documentati di questa sede, entrambi documentati dalle fonti conciliari come vescovo di Eracleopoli o Pedactoe: Giovanni, che partecipò al terzo concilio di Costantinopoli nel 680; e Teodoro, che assistette al secondo concilio di Nicea nel 787. Pedactoe è menzionata come arcidiocesi autocefala fin dalla Notitia Episcopatuum dello pseudo-Epifanio, composta durante il regno dell'imperatore Eraclio I (circa 640).
Dal 1933 Pedactoe è annoverata tra le sedi arcivescovili titolari della Chiesa cattolica; la sede è vacante dal 18 agosto 1967.

## Cronotassi

### Arcivescovi greci
- Sant'Atenogene † (martire al tempo di Diocleziano)
- Giovanni † (menzionato nel 680)
- Teodoro † (menzionato nel 787)

### Arcivescovi titolari
- Gregorio Hindié † (10 maggio 1952 - 17 aprile 1962 deceduto)
- Hilaire Marie Vermeiren, M.S.C. † (8 aprile 1963 - 18 agosto 1967 deceduto)